# Gorayaood
Gorayaood (ook: Goroyo Ood, Goroyo ood) is een dorp in het district Burao, regio Togdheer, in de niet-erkende staat Somaliland, en dus formeel gelegen in Somalië.
Gorayaood ligt op een savanne-achtige hoogvlakte, ca. 870 m hoog, en hemelsbreed 61 km ten zuidwesten van de regionale hoofdstad Burao en 49 km van de grens met Ethiopië bij Balumbal. Het bestaat uit één straatje van ruim 100 m lang met ten westen daarvan nog wat losse omheinde hutjes. De bevolking in dit gebied leeft van extensieve veeteelt.
Gorayaood is via zandpaden verbonden met de rest van het district. Dorpen in de buurt zijn Ceek (8,7 km), Bodhley (13,4 km), Cali Saahid (14,8 km), Jameecada (22,7 km), Bali Cilmi (14,1 km) en Qurac Kudle (16,9 km).

## Klimaat
Gorayaood heeft een tropisch steppeklimaat met een gemiddelde jaartemperatuur van 24,3 °C; de temperatuurvariatie is gering; de koudste maand is januari (gemiddeld 20,9°); de warmste september (26,7°). Regenval bedraagt jaarlijks ca. 209 mm met april en mei als natste maanden (de zgn. Gu-regens) en een tweede, minder uitgesproken regenseizoen in september-oktober (de zgn. Dayr-regens); het droge seizoen is van december - februari. De neerslag kan overigens van jaar tot sterk variëren.